# Gregor Brück
Pour les articles homonymes, voir Brück.

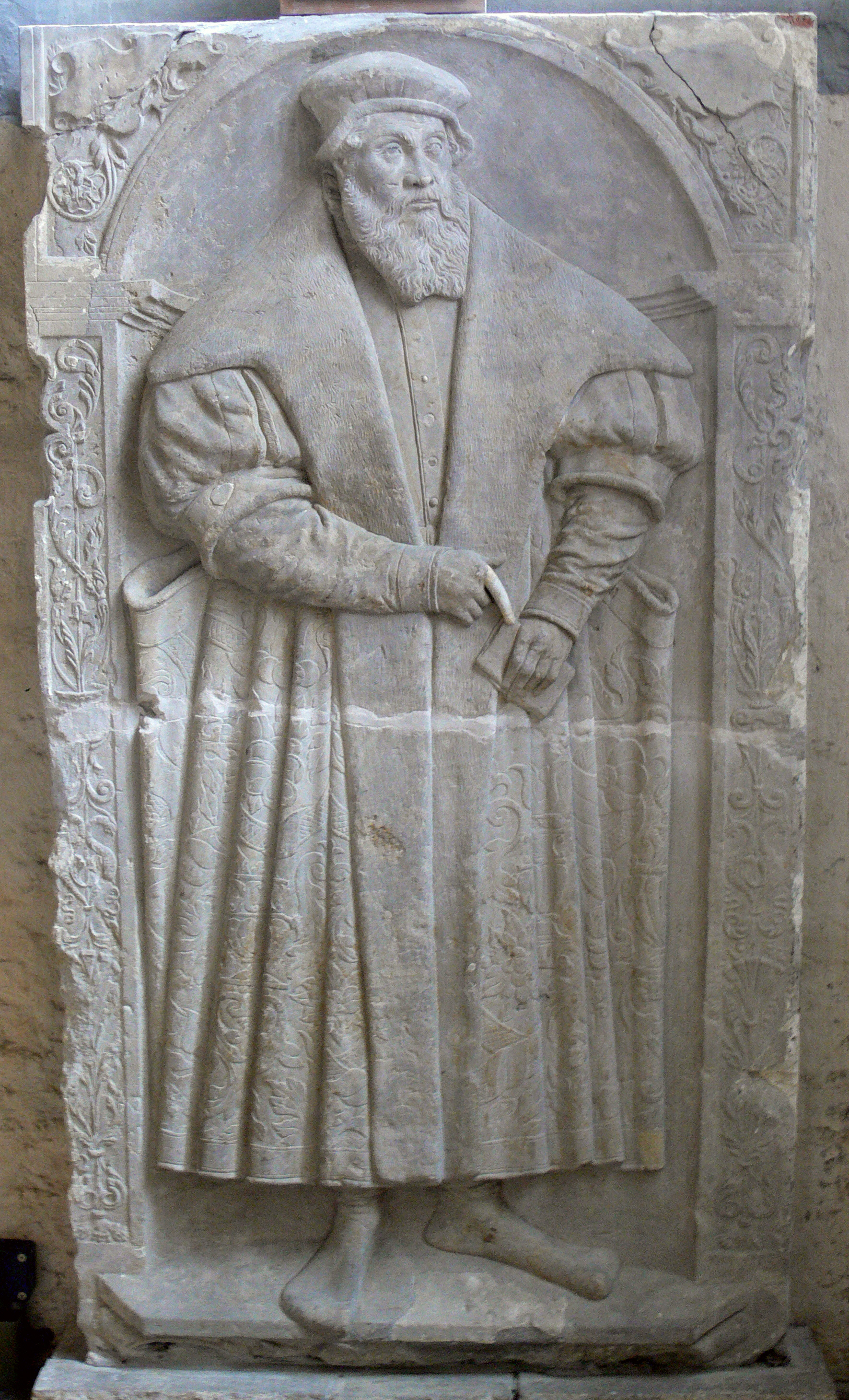
Épitaphe de Gregor Brück dans l'église Saint-Michel de Iéna.

Gregor von Brück ou Gregorius Henisch, Heinse, Heintz, ou Heinis, aussi appelé sous la forme latinisée Pontanus, né en 1485 à Brück et mort le 15 février 1557 à Iéna, est un homme politique, chancelier du Royaume de Saxe pendant la Réforme protestante.

## Biographie
Gregor von Brück est le fils de l'écoutète et agriculteur Georgius Heinse (mort en 1527), né dans la petite ville de Brück, près de Belzig. Sa mère est inconnue, sa belle-mère (mariée en 1525) est Ursula Hemsendorf (morte en 1529). Le théologien catholique Simon Heins (de) est son frère aîné. Au semestre d'hiver 1502-1503, il est inscrit à la nouvelle Université de Wittemberg sous le nom « Gregorius Henisch von Bruck », où il obtient le 22 décembre 1505 son baccalauréat en arts libéraux.
Il étudie à Francfort-sur-l'Oder en 1506 et retourne à Wittemberg en 1508, où il obtient son baccalauréat dans deux matières de droit (In utroque jure) le 14 mars 1500. Après avoir réussi ses examens avec brio, il est admis comme doctorant le 29 mars 1509 par Hieronymus Schurff (de). Gregor Brück est initié à la pratique juridique par le célèbre avocat Henning Göde (de), et devient lui-même un avocat réputé.
En 1519, il est élu au conseil de Wittenberg. Le Prince-électeur Frédéric le Sage l'engage comme conseiller privé à sa cour, et en 1520, Brück est mentionné comme chancelier de Jean Ier, poste qu'il garde jusqu'en janvier 1529. Il accompagne Jean à la Diète de Worms où il est chargé de diverses négociations. En 1521, il reçoit le diplôme de docteur des deux droits à Wittenberg (In utroque jure, droit canon et droit civil).
Lorsque l'Ordre de Saint Augustin demande l'abolition de la messe avec le début du mouvement de Wittenberg en octobre 1521, il négocie avec l'université et le chapitre de l'église de la ville. Il s'implique dans de nombreuses débats de la Réforme, et accompagne et conseille le prince aux Diètes de Spire en 1526 et 1529. Cependant, ce dernier n'est plus chancelier, car il a confié cette charge à son compagnon d'armes de l'époque, Christian Beyer (en), en janvier 1529.
On le retrouve à la Diète d'Empire à Augsbourg le 25 juin 1530, date à laquelle la première confession officielle des églises luthériennes, restée contraignante à ce jour, la Confession d'Augsbourg, est présentée à l'empereur Charles Quint. Gregor Brück demande et obtient que les articles de foi soient couchés sur le papier et récités. La version allemande de la « Confession d'Augsbourg » présentée par Christian Beyer est de son fait, et c'est lui qui se charge de remettre finalement à l'empereur, le même jour, la version rédigée en latin.
Le 22 septembre 1530, il répond à la Diète à la lecture du projet de texte sur la foi, au nom des États évangéliques. Il est présent lors de la fondation de la Ligue de Smalkalde en 1530. On le retrouve en 1531 lors de négociations entre catholiques et protestants, au printemps 1532 à la convention de Schweinfurt et de Nuremberg, et il contribue à la conclusion de la paix religieuse du 2 août 1532.
À la mort de l'électeur Frédéric le Sage, il reste à la cour et sert les nouveaux souverains, l'électeur Jean Ier et, à partir de 1532, l'électeur Jean Frédéric le Magnanime. À partir de 1529, il est assesseur à la Cour de justice de Wittemberg, poste qu'il quitte le 26 janvier 1533. À cette occasion, il devient un conseiller indispensable de Martin Luther et de Philippe Mélanchthon.
Après la perte de la dignité électorale pour la lignée des Wittenberg en 1547 (Jean-Frédéric n'est plus que duc de la partie Ernestine du pays à partir de 1547), Gregor Brück n'exerce plus sa charge de conseiller. Il se rend à Weimar puis à Iéna où il est professeur de droit et œuvre à la fondation du Lycée, qui après sa mort en février 1557, est élevé au grade d'Université d'Iéna la même année.